# Dorcadion turki
Dorcadion turki là một loài bọ cánh cứng trong họ Cerambycidae.